# Messa in Si minore
La Messa in Si minore, BWV 232, è una composizione di musica sacra scritta da Johann Sebastian Bach. Come il nome stesso spiega, si tratta della trasposizione musicale della Messa nell'usuale lingua latina del rito cattolico, quella che viene definita messa cantata. Alcune parti della Messa in Si minore risalgono al 1724, tuttavia l'insieme è stato completato nella forma attuale nel 1749, l'anno prima della morte del compositore, avvenuta nel 1750.
La messa, tuttavia, non fu mai eseguita nella sua interezza durante la vita di Bach. La sua prima esecuzione completa documentata, difatti, ebbe luogo più di un secolo dopo, nel 1859.
Nel 2015, il manoscritto personale di Bach della messa del 1749, ad oggi conservato dalla Biblioteca di Stato di Berlino, è stato incluso nel registro della Memoria del mondo dell'UNESCO.

## Storia e genesi dell'opera
Quello di Die Hohe Messe in H-moll, ossia Grande Messa in si minore, non è il titolo originale bachiano, ma venne attribuito all'opera nella prima edizione a stampa, nel 1845. La scelta del titolo fu sicuramente legata al concetto tedesco di Missa solemnis divenuto popolare grazie all'op. 123 di Beethoven.

L'opera non nacque come discorso coerente, ma in tempi diversi (25 dicembre 1724 nella Thomaskirche di Lipsia; 27 luglio 1733 a Dresda; 1747-1749), come molte altre composizioni di Bach.
Bach compose ciò che sarebbe diventato il Gloria della Messa in Si minore per il giorno di Natale del 1724 e aggiunse, nel 1731, un Kyrie così da poter presentare una Messa breve (Kyrie e Gloria, BWV 232a) al principe di Sassonia Federico Augusto II, assieme alla richiesta di poter aggiungere al proprio nome il titolo di "compositore della corte del principe di Sassonia", una mossa grazie alla quale Bach sperava di rimanere a Lipsia, dove era protagonista di qualche schermaglia politica con l'amministrazione cittadina. La partitura non fu mai eseguita, fino al 1737, quando Bach decise di rivisitarla. Cominciò con revisioni minori al Kyrie e al Gloria, poi aggiunse il Credo e il Sanctus nei due anni seguenti. 
Nel 1749, Bach era molto malato e trascorse a letto diversi mesi; il manoscritto delle ultime parti della Messa, specialmente l'Osanna all'interno del Sanctus, rivela una grafia vacillante e una notazione irregolare, testimoniando l'ormai prossima fine del grande compositore.
Il Symbolum Nicenum venne eseguito solamente nel 1786 diretto da Carl Philipp Emanuel Bach in Amburgo.
È comunque ormai convinzione diffusa che quasi tutti i venticinque numeri di cui consta la partitura non siano stati scritti espressamente bensì siano parodie o adattamenti da opere precedenti: dalla cantata Schauet doch und sehet, ob irgend ein Schmerz sei, BWV 41; dalla cantata Gott, wie Dein Name, so ist Auch Dein Ruhm, BWV 171 ; dalla cantata Wir danken dir, Gott, wir danken dir, BWV 29; ed ancora da diverse altre opere antecedenti. Essa è dunque tanto più ammirevole, in quanto frutto di un montaggio perfettamente equilibrato, e si impone come una delle più alte creazioni dello spirito umano nel campo della musica sacra, la quale per altro ha anche l'unicità di saper fondere in un unico corpo le maggiori espressioni del pensiero cristiano, la teologia cattolica e quella luterana.

### Il "problema" della Messa
Si pensa generalmente che la Messa cantata rappresenti un genere musicale esclusivo della Chiesa cattolica e che, pertanto, anche le Messe bachiane costituiscano un'eccezione nella produzione del grande musicista. Bisogna tuttavia ricordare che il culto luterano è derivato da quello cattolico e ne mantiene le forme principali.
L'opera, tuttavia, non è in alcun modo una forma di omaggio al Cattolicesimo, come confermato da alcuni dettagli della partitura. Nel Sanctus è infatti presente la forma luterana Pleni sunt caeli gloria ejus ("I cieli sono pieni della sua gloria") anziché la cattolica Pleni sunt caeli et terra gloria tua ("I cieli e la terra sono pieni della tua gloria"), che allo stesso tempo è un velato omaggio ad Augusto III di Polonia, al quale è riservata un'altra evidente dedica nel Gloria, dove è presente una danza in forma di polonaise sulle parole quoniam tu solus sanctus ("perché tu solo il santo"), evidentemente riferite sempre ad Augusto III. Allo stesso modo, il Dona nobis pacem ("Dona a noi la pace") conclusivo suona come richiesta a colui che, materialmente, avrebbe potuto scatenare un conflitto. 
Il duca di Sassonia era anche re di Polonia e la circostanza lo aveva indotto ad abbracciare la fede cattolica, pur trovandosi a governare sudditi in prevalenza luterani. La doppia confessione religiosa aveva determinato la fondazione di due distinte cappelle di corte, quella cattolica operante all'esterno del palazzo reale (allo Opernhaus del Taschenberg) e quella luterana alla Sophienkirche. È possibile quindi che le Messe bachiane abbiano avuto una duplice destinazione — luterana e cattolica — proprio per queste peculiari ragioni.
Sappiamo infine che al tempo di Bach a Lipsia nelle tre feste principali (Natale, Pasqua, Pentecoste), era consentito eseguire il Kyrie, il Gloria e il Sanctus; e non solo: la terminologia corrente li designava globalmente con la parola Missa.
Come scrive Alberto Basso: « La materia, come si vede, offre spunti e argomentazioni per sostenere tanto la tesi "cattolica" quanto la tesi "luterana" e consente anche di intendere l'opera in termini di ambivalenza. La sua natura cattolica emergerà quando si vorrà considerarla nei termini di un corpo unitario, elaborato lungo un ampio intervallo di tempo, svincolato dalla realtà storica e quasi isolato in un mondo astratto e ideale anche se agganciato alla tradizione della Missa concertata. Al contrario essa apparirà come una manifestazione del pensiero musicale luterano quando la si interpreterà a segmenti separati, ciascuno dei quali destinato non a coprire un unico servizio liturgico (come è il caso di una Missa tota), bensì a soddisfare esigenze specifiche delle grandi festività in cui era consentito praticare la polifonia applicata ai testi latini dell'Ordinarium».

## Struttura dell'opera
Dei venticinque numeri che compongono la partitura, sedici sono cori (tre a 4 voci, undici a 5, uno a 6 e uno a 8), tre i duetti e sei le arie solistiche. Il peso maggiore, dunque, è affidato al coro, con interventi molto differenziati, in sei casi condotti secondo lo stylus gravis e antiquus (nn. 3, 7, 12, 16, 19, 25), molto frequente nelle opere bachiane di Lipsia, mentre in altri otto (nn. 1, 4, 11, 13, 17, 20, 21, 22) predomina lo stile moderno, con l'intervento concertato degli strumenti in un registro trionfalistico.

A sé stanti i nn. 8 e 15, che possono essere interpretati come elaborazioni in uno stile misto, di transizione, che unisce l'imitazione mottettistica con parti strumentali obbligate.
La struttura del Symbolum Nicenum testimonia della particolare attenzione che Bach nutriva per la qualità cartesiana del pensiero, unita alla sua perfetta conoscenza delle regole della retorica classica, alle quali attingeva ogni qual volta la sua musica usciva dalla pura funzione ornamentale o didattica per farsi comunicazione di fede e di rigore morale.

Struttura del Symbolum Nicenum

L'Osanna è strutturato su un doppio coro. Nella sua forma originale, esso doveva avere un'introduzione strumentale (la stessa che ora chiude l'episodio), poi soppressa da Bach al momento di trasformare la pagina in una composizione sacra agganciata al Sanctus.
Il Benedictus è composto da un'aria per tenore, una delle più toccanti di tutta la Messa in si minore, in cui lo strumento concertante non è indicato, ma è di solito realizzato con un flauto traverso. 
L'Agnus Dei si presenta nella tradizionale suddivisione bipartita.

### I Missa (Kyrie e Gloria)
- Kyrie eleison
  - coro a 5 voci in Si minore, indicazione del tempo: Adagio, Largo 4/4
- Christe eleison
  - Duetto per due soprani in Re Maggiore con violino obbligato, indicazione del tempo: Andante 4/4
- Kyrie eleison
  - coro a 4 voci in Fa# minore, indicazione del tempo: Allegro moderato 4/4 alla breve
- Gloria in excelsis
  - coro a 5 voci in Re Maggiore, indicazione del tempo: Vivace 3/8
- Et in terra pax
  - coro a 5 voci in Re Maggiore, indicazione del tempo: Andante 4/4
- Laudamus te
  - Aria per soprano II in La Maggiore con violino obbligato, indicazione del tempo: Andante 4/4
- Gratias agimus tibi
  - coro a 4 voci in Re Maggiore, indicazione del tempo: Allegro moderato 4/4 alla breve
- Domine Deus
  - Duetto per 1° soprano e tenore in Sol Maggiore, indicazione del tempo: Andante 4/4
- Qui tollis peccata mundi
  - coro a 4 voci in Si minore, indicazione del tempo: Lento 3/4
- Qui sedes ad dexteram Patris
  - Aria per contralto in Si minore con oboe d'amore obbligato, indicazione del tempo: Andante commodo 6/8
- Quoniam tu solus sanctus
  - Aria per basso in Re Maggiore con corno da caccia obbligato, indicazione del tempo: Andante lento 3/4
- Cum Sancto Spiritu
  - coro a 5 voci in Re Maggiore, indicazione del tempo: Vivace 3/4

### II Symbolum Nicenum
- Credo in unum Deum

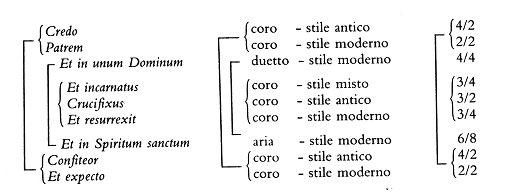
Struttura del Symbolum Nicenum

  - coro a 5 voci in La misolidio, indicazione del tempo: Moderato 2/1 alla breve
- Patrem omnipotentem
  - coro a 4 voci in Re Maggiore, indicazione del tempo: Allegro 4/4
- Et in unum Dominum
  - Duetto per 1° soprano e contralto in Sol Maggiore, indicazione del tempo: Andante 4/4
- Et incarnatus est
  - coro a 5 voci in Si minore, indicazione del tempo: Andante maestoso 3/4
- Crucifixus
  - coro a 4 voci in Mi minore, indicazione del tempo: Grave 3/2
- Et resurrexit
  - coro a 5 voci in Re Maggiore, indicazione del tempo: Allegro 3/4
- Et in Spiritum Sanctum
  - Aria per basso in La Maggiore con oboi d'amore obbligati, indicazione del tempo: Andantino 6/8
- Confiteor
  - coro a 5 voci in Fa# minore, indicazione del tempo: Moderato 2/2
- Et exspecto
  - coro a 5 voci in Re Maggiore, indicazione del tempo: Adagio, Vivace ed allegro 2/2

### III Sanctus
- Sanctus
  - coro a 6 voci in Re Maggiore, indicazione del tempo: Largo 4/4, Vivace 3/8

### IV Osanna, Benedictus, Agnus Dei et Dona Nobis Pacem
- Hosanna
  - coro doppio a 8 voci in Re Maggiore, indicazione del tempo: Allegro 3/8
- Benedictus
  - Aria per tenore in Si minore con violino obbligato, indicazione del tempo: Andante 3/4
- Hosanna (ripetizione)
  - doppio coro a 8 voci in Re Maggiore, indicazione del tempo: Allegro 3/8

Title	Agnus Dei aria from Mass in B minor by Johann Sebastian Bach.]
- Agnus Dei
  - Aria per contralto in Sol minore con violino obbligato, indicazione del tempo: Adagio 4/4
- Dona nobis pacem
  - coro a 4 voci in Re Maggiore, indicazione del tempo: Moderato 2/2

La musica è (con lievi variazioni) la stessa del Gratias agimus tibi dal Gloria.

## Discografia essenziale
- Berliner Philharmoniker, direttore Herbert von Karajan. Polygram/Deutsche Gramophon - #459460
- Boston Baroque, direttore Martin Pearlman. Telarc - #80517 (2000)
- Concentus musicus Wien, direttore Nikolaus Harnoncourt. Teldec - (1968)
- English Baroque Soloists, direttore John Eliot Gardiner. Polygram Records - #415514 (1990)
- Münchener Bach-Chor/Münchener Bach-Orchester, direttore Karl Richter, Maria Stader (soprano), Hertha Töpper (contralto), Ernst Haeffliger (tenore), Kieth Engen (basso), Dietrich Fischer-Dieskau (basso). Archiv Produktion/Deutsche Gramophon - #19819 (1961)
- Vienna Philharmonic, direttore Herbert von Karajan. Emi Classics - #67207 (1953)
- Netherlands Chamber Choir and the Orchestra of the 18th century, direttore Frans Brüggen. Philips - (1990)
- La Petite Bande, direttore Gustav Leonhardt. Deutsche Harmonia Mundi #GD77040 - (1985)
- Collegium Vocale, direttore Philippe Herreweghe. Harmonia Mundi #hmc901614.15 (1998)
- Coro Philharmonia e Orchestra di Londra, direttore Albert Coates, Margharet Balfour (contralto), Walter Widdop (tenore), Friedrich Schoor (basso), Elisabeth Schumann (soprano), La voce del padrone C 1710/1726 (1929)
- Coro Filarmonico di Milano della Civica Scuola di Musica e Coro Incas di Fiorano al Serio. Orchestra: Camerata Strumentale di Milano, direttore Mino Bordignon. Pcc 1030/1/2 (1984)
- Freiburger Barockorchester, Balthasar-Neumann-Chor, direttore Thomas Hengelbrock. Deutsche Harmonia Mundi - Sony/BMG (1997)
- Coro della Radio Svizzera, Sonatori della Gioiosa Marca, direttore Diego Fasolis, Amadeus